# 神社柳吉
神社 柳吉（かんじゃ りゅうきち、1881年（明治14年）1月6日 - 1966年（昭和41年）3月24日）は事業家。倉敷紡績（クラボウ）の代表取締役を務めた。岡山県総社市出身。

## 経歴

### 生い立ち
岡山県都窪郡清音村（現在の総社市）に神社與平の二男として生まれる。珍しい名字でもある神社（読み：かんじゃ）姓は総社市清音上中島や古地に多い。1895年（明治28年）閑谷黌へ入学し、ここで同級生の大原孫三郎と知り合う。これが後に倉敷紡績へ転職するきっかけとなった。
その後、1898年に旧制岡山県立高梁中学（現在の岡山県立高梁高等学校）へ進学した。同校には、清水比庵が同級生として在籍しており、親交があった。その後、第六高等学校へ入学、1905年（明治38年）7月、同高校を卒業し、京都帝国大学法律学科へ入学した。清水比庵とは、11年間同級生（旧制中学5年、旧制高校3年、旧制大学3年）であった。

### 大学卒業後
1908年（明治41年）の京大卒業後、文官高等試験行政科に現役で合格した。当時、ほとんどの合格者が東大生であった。柳吉は、国家公務員として台湾総督府専売局に配属された。そのまま、台湾にとどまり、最終的に台南州内務部長にまで出世する。1921年（大正10年）15年務めた公務員を辞めて、40歳で帰郷し、大原孫三郎が社長を務めていた倉敷紡績へ入社した。同社の子会社として設立された倉敷絹織（現在のクラレ）を山内顕、薬師寺主計と共に創成期の発展を支えた。
その後、柳吉は1939年（昭和14年）5月、58歳で倉敷紡績の第3代社長に就任した。当時、倉敷紡績は創業家である大原財閥家が社長を務めていたが、大原孫三郎の引退にともない旧知の仲であった柳吉が選ばれた。初めて創業家以外が社長となった。とは言うものの、これは後に第4代社長となる大原総一郎への繋ぎの人事であり短期間であった。1941年（昭和16年）1月には、社長を辞任し、大原総一郎が社長に就任した。

## エピソード
清水比庵は、書家として同じ岡山出身の良寛と、寂厳を尊敬していた。長年の同級生であった柳吉は、寂厳の高名なコレクターとして知られ、比庵は柳吉の寂厳コレクションについて気にかけていた。岡山にある「きび美ミュージアム」では、神社の所蔵品より譲り受けた約40点の寂厳作品が現存している。
また、兵庫県神戸市東灘区にある神社家住宅は、倉敷絹織の役員であった柳吉が1935年（昭和10年）に建築した木造2階建の自宅であり、主屋は、正面を洋風、奥座敷を日本建築とした和洋折衷住宅である。藤木工務店が設計・施工した。これらの邸宅は、阪神間モダニズムと呼ばれており、重要文化財になった建物も多い。